# Okrožni odbor Osvobodilne fronte slovenskega naroda
Okrožni odbor Osvobodilne fronte slovenskega naroda (kratica OOOF) je bilo politično telo, ki je nadzorovalo okrožje Osvobodilne fronte slovenskega naroda; podrejena so bila Poverjeništvu Izvršnega odbora OF, Pokrajinskemu odboru OF ali pa neposredno Izvršnemu odboru Osvobodilne fronte slovenskega naroda.
Okrožni odbori so nadzorovali delovanje rajonskih, terenskih in matičnih odborov.

## Seznam
Pomlad 1943
- Okrožni odbor Osvobodilne fronte slovenskega naroda Beneška Slovenija (Okrožje Beneška Slovenija)
- Okrožni odbor Osvobodilne fronte slovenskega naroda Tolmin (Okrožje Tolmin)
- Okrožni odbor Osvobodilne fronte slovenskega naroda Kanal (Okrožje Kanal)
- Okrožni odbor Osvobodilne fronte slovenskega naroda Brda (Okrožje Brda)
- Okrožni odbor Osvobodilne fronte slovenskega naroda Bača (Okrožje Bača)
- Okrožni odbor Osvobodilne fronte slovenskega naroda Gorica (Okrožje Gorica)
- Okrožni odbor Osvobodilne fronte slovenskega naroda Kras (Okrožje Kras)
- Okrožni odbor Osvobodilne fronte slovenskega naroda Idrija (Okrožje Idrija)
- Okrožni odbor Osvobodilne fronte slovenskega naroda Vipava (Okrožje Vipava)
- Okrožni odbor Osvobodilne fronte slovenskega naroda Trst (Okrožje Trst)
- Okrožni odbor Osvobodilne fronte slovenskega naroda Pivka (Okrožje Pivka)
- Okrožni odbor Osvobodilne fronte slovenskega naroda Brkini (Okrožje Brkini)
- Okrožni odbor Osvobodilne fronte slovenskega naroda Slovenska Istra (Okrožje Slovenska Istra)
- Okrožni odbor Osvobodilne fronte slovenskega naroda Jesenice (Okrožje Jesenice)
- Okrožni odbor Osvobodilne fronte slovenskega naroda Kranj (Okrožje Kranj)
- Okrožni odbor Osvobodilne fronte slovenskega naroda Škofja Loka (Okrožje Škofja Loka)
- Okrožni odbor Osvobodilne fronte slovenskega naroda Vrhnika (Okrožje Vrhnika)
- Okrožni odbor Osvobodilne fronte slovenskega naroda Ljubljana (Okrožje Ljubljana)
- Okrožni odbor Osvobodilne fronte slovenskega naroda Cerknica (Okrožje Cerknica)
- Okrožni odbor Osvobodilne fronte slovenskega naroda Kamnik (Okrožje Kamnik)
- Okrožni odbor Osvobodilne fronte slovenskega naroda Grosuplje (Okrožje Grosuplje)
- Okrožni odbor Osvobodilne fronte slovenskega naroda Ribnica - Velike Lašče (Okrožje Ribnica - Velike Lašče)
- Okrožni odbor Osvobodilne fronte slovenskega naroda Stična (Okrožje Stična)
- Okrožni odbor Osvobodilne fronte slovenskega naroda Savinjska dolina (Okrožje Savinjska dolina)
- Okrožni odbor Osvobodilne fronte slovenskega naroda Kočevje (Okrožje Kočevje)
- Okrožni odbor Osvobodilne fronte slovenskega naroda Bela krajina (Okrožje Bela krajina)
- Okrožni odbor Osvobodilne fronte slovenskega naroda Novo mesto (Okrožje Novo mesto)
- Okrožni odbor Osvobodilne fronte slovenskega naroda Litija (Okrožje Litija)
- Okrožni odbor Osvobodilne fronte slovenskega naroda Revirji (Okrožje Revirji)
- Okrožni odbor Osvobodilne fronte slovenskega naroda Kozje (Okrožje Kozje)
- Okrožni odbor Osvobodilne fronte slovenskega naroda Celje (Okrožje Celje)
- Okrožni odbor Osvobodilne fronte slovenskega naroda Šaleška dolina (Okrožje Šaleška dolina)
- Okrožni odbor Osvobodilne fronte slovenskega naroda Mislinjska dolina (Okrožje Mislinjska dolina)
- Okrožni odbor Osvobodilne fronte slovenskega naroda Mežiška dolina (Okrožje Mežiška dolina)
- Okrožni odbor Osvobodilne fronte slovenskega naroda Maribor (Okrožje Maribor)
- Okrožni odbor Osvobodilne fronte slovenskega naroda Ptuj (Okrožje Ptuj)
- Okrožni odbor Osvobodilne fronte slovenskega naroda Ljutomer (Okrožje Ljutomer)